# يفغيني أونيغين
يفغيني اونيغين (بالروسية: Евгений Онегин) هي رواية شعرية من تأليف ألكسندر بوشكين، ونشرت ما بين 1825 و1832 في أجزاء مسلسلة في المجلات وهي من كلاسيكيات الأدب الروسي.
المواضيع الرئيسية التي تتناولها الرواية هي العلاقة بين الخيال والحب والحياة والحقيقية.
عمل ألكسندر بوشكين على الرواية لمدة 7 سنوات
تم تحويل الرواية بعد ذلك إلى أوبرا من قبل بيتر إليتش تشايكوفسكي.
ترجمها من الروسية شعراً إلى العربية شعراً الأستاذ عبد الهادي الدهيسات.

## الشخصيات
- يفغيني أونيغين
- تاتيانا لارينا
- أولغا لارينا أخت تاتيانا ,تصغرها بعام واحد
- فلاديمير لينسكي
- مربية تاتيانا
- ألكسندر بوشكين يتدخل في مجرى القصة ويشارك أراءه وموقفه من الأحداث من حين لاخر

## روابط خارجية
- يفغيني أونيغين على موقع الموسوعة البريطانية (الإنجليزية)